# آب‌انبار اسماعیل خان
آب‌انبار اسماعیل خان مربوط به دوره قاجار است و در بیرجند، کوچه خواجه‌ها، غرب مسجد خواجه‌ها واقع شده و این اثر در تاریخ ۱۱ مرداد ۱۳۸۴ با شمارهٔ ثبت ۱۲۵۶۶ به‌عنوان یکی از آثار ملی ایران به ثبت رسیده است.